# Dalbergia cuscatlanica
Dalbergia cuscatlanica är en ärtväxtart som först beskrevs av Paul Carpenter Standley, och fick sitt nu gällande namn av Paul Carpenter Standley. Dalbergia cuscatlanica ingår i släktet Dalbergia, och familjen ärtväxter. Inga underarter finns listade i Catalogue of Life.